# صیف‌الباری تیتو
صیف‌الباری تیتو (انگلیسی: Saiful Bari Titu؛ زادهٔ ۳ اوت ۱۹۷۲) بازیکن فوتبال اهل بنگلادش بود.
وی همچنین در تیم‌های ملی فوتبال زیر ۲۰ سال بنگلادش و بنگلادش بازی کرده است.